# 懐公 (秦)
懐公（かいこう、？ - 紀元前425年）は、秦の第19代公。厲共公の子で躁公の弟。昭子、簡公の父。

## 生涯
躁公14年（紀元前429年）、躁公が薨去すると、後を継いで秦公となった。
懐公4年（紀元前425年）、庶長の鼂（ちょう）が大臣らとともに懐公を包囲し、懐公は自殺した。懐公の太子である昭子は早くに亡くなっていたため、大臣らは昭子の子（霊公）を立てた。

## 参考資料
- 『史記』（秦本紀第五）